# Jorge Cuenca Barreno
Jorge Cuenca Barreno (Madrid, 17 de novembre de 1999) és un futbolista professional espanyol que juga com a defensa central pel Fulham Football Club.

## Carrera de club

### Alcorcón
Cuenca va ingressar al planter de l'AD Alcorcón el 2015. Va debutar com a sènior per l'AD Alcorcón B el 12 de febrer de 2017, jugant com a titular en una victòria per 1–0 a casa contra el FC Villanueva del Pardillo, de la Tercera Divisió.
Cuenca va jugar el seu primer partit com a professional el 10 de març de 2017, jugant com a titular en un empat 0–0 a fora contra l'Elx CF a la Segona Divisió. A 17 anys i 114 dies, va esdevenir el jugador més jove de la història a debutar amb el club.

### FC Barcelona
El 18 de juliol de 2017 Cuenca va signar contracte per dos anys amb el FC Barcelona B també de segona divisió, a canvi d'un traspàs de 400,000 euros. Va jugar irregularment durant la seva primera temporada, que va acabar en descens de categoria.
Cuenca va marcar el seu primer gol com a sènior el 20 d'octubre de 2018, el de l'empata al darrer minut pel Barça B en un 1–1 a casa contra el Vila-real CF B en partit de la Segona Divisió B. Onze dies més tard va debutar amb el primer equip, jugant com a titular en una victòria per 1–0 contra la Cultural y Deportiva Leonesa, a la Copa del Rei.
El 15 de febrer de 2019, Cuenca va renovar contracte amb el Barça fins al 2021. L'1 de setembre de 2019, Cuenca va marcar el primer gol oficial a l'estadi Johan Cruyff, i va rebre per això una placa commemorativa.

### Vila-real
El 22 setembre 2020, El FC Barcelona i el Vila-real CF arribaren a un acord pel traspàs de Cuenca, per un preu de 2.5 milions d'euros, més 4 milions en variables; el Barça retenía també un 20% sobre una futura venda. Cuenca signà contracte per cinc temporades, i fou immediatament cedit a la UD Almería de la segona divisió, per un any.
Cuenca va marcar el seu primer gol com a professional el 8 de novembre de 2020, l'únic del partit en una victòria contra el Rayo Vallecano. Fou titular habitual amb els andalusos durant la temporada, i va marcar tres cops més tot i que el seu equip finalment no va triomfar en els play-off d'ascens.
El 30 d'agost de 2021, Cuenca fou cedit per un any al Getafe CF. Va ver el seu debut a la categoria el 13 de setembre en una derrota a fora per 1–0 contra l'Elx CF, i hi va marcar el seu primer gol el 21 de novembre en una golejada a casa per 4–0 contra el Cadis CF.

### Fulham
El 3 d'agost de 2024, Cuenca va fitxar pel Fulham FC, club de la Premier League.